# Memorias de un ser humano
Memorias de un ser humano es el quinto álbum en la carrera del roquero español Miguel Ríos, publicado en 1974 y último de su etapa en Hispavox.

## Lista de canciones
1. "Vivirás... tanto" - 6:01
2. "El juglar" - 4:33
3. "La mina" - 4:11
4. "Buenos días" - 5:01
5. "Por si necesitas" - 4:50
6. "Sweet California" - 5:31
7. "Desde mi ventana" - 3:55
8. "Memorias de un ser humano" - 6:05